# 胡葆琳
胡葆琳（1944年9月—），女，汉族，中华人民共和国政治人物，香港金夏洋行（远东）有限公司副董事长、第十一届全国政协委员。

## 生平
2008年，当选第十一届全国政协委员，代表中华全国妇女联合会，分入第十九组。并担任港澳台侨委员会专委。

## 家庭
其父胡靖安，曾任中華民國軍事委員會委員長侍從室中將副主任。